# Arm trotz Arbeit – Die Krise der Mittelschicht
Arm trotz Arbeit – Die Krise der Mittelschicht ist ein deutscher Dokumentarfilm von Katharina Wolff, Valentin Thurn und Karin de Miguel Wessendorf aus dem Jahr 2023. Der Dokumentarfilm spürt der Herausbildung des Prekariats in Europa nach: „Rund ein Drittel aller Beschäftigten leben in Unsicherheit. Obwohl sie Arbeit haben, teilweise sogar mehrere Jobs gleichzeitig, kommen sie nur knapp über die Runden. Inflation und Energiekrise treffen sie besonders hart.“
Die Reportage begleitete verschiedene Menschen aus ganz Europa über einen Zeitraum von drei Jahren und zwar einmal vor der Pandemie und dann drei Jahre später, als die Inflation Ängste auslöst.

## Inhalt
Die Dokumentation steigt mit einem Hinweis auf eine „Welle von Protesten“ ein, die über Europa hinweg rolle. Die Menschen seien wütend auf die Politik, über gestiegene Energie- und Lebensmittelpreise. Eine wirtschaftliche Unsicherheit habe sich seit Jahrzehnten ausbreiten können, die das Vertrauen in Regierungen und Institutionen beschädige, was sich links- und rechtspopulistischen Parteien, aber auch die Querdenker-Szene zu Nutze machten. Die unteren Mittelschichten seien durch sozialen Abstieg bedroht, wozu befristete Arbeitsverhältnisse, schwankende Einkünfte und niedrige Löhne, die mehr als einen Job erforderlich machten, beitrügen. Die Lebensbedingungen werden prekär. Die zusätzlichen Schocks, monatelange Lockdowns, Gesundheitsprobleme als Folge der Pandemie, der Krieg in Syrien und der russische Überfall auf die Ukraine mit Millionen von Flüchtlingen (Flüchtlingskrise in Europa 2015/2016), hätten die Situation verschärft. Während 2008 in der Finanzkrise Milliarden für die Rettung der Banken aufgewendet wurden, seien andererseits soziale Hilfen gekürzt worden.
Die Dokumentation spürt der Krise der Mittelschicht in verschiedenen europäischen Ländern nach und begleitet hierbei junge und alte Menschen u. a. aus Deutschland, aus Frankreich, aus Schweden, das bislang als „Sozialparadies“ galt, und Spanien:
In Frankreich folgt die Dokumentation Patricia Lesage aus dem nordfranzösischen Comines, die als Zeitarbeiterin arbeitet und in Schulen und Firmen putzt.
In Deutschland folgt die Dokumentation dem Kölner Tolga Atay, der zu Beginn der Reportage 23 Jahre alt ist und sich im Solidaritätsnetzwerk, einer Kalker Stadtteil-Organisation, engagiert. Er zieht nach Frankfurt am Main und beginnt dort eine neue Ausbildung.
Ferner folgt die Reportage in Köln Heike Towae, Kati B. und Vanessa Jentzsch, die die 2022 entstandene Initiative #IchBinArmutsbetroffen unterstützen.
In Ostdeutschland wird Sven Krumpholz, der 16 Jahre als Stahlarbeiter für die Gußwerke Leipzig gearbeitet hat, begleitet.
In Stockholm (Schweden) wird die zu Beginn der Reportage 71-jährige Laila Wahl proträtiert.
In Italien wird auf den Wahlsieg von 2022 und die Regierung von Giorgia Meloni hingewiesen.
In Spanien werden die Geschäftspraktiken von Deliveroo beleuchtet. Hier folgt die Dokumentation in Barcelona Nuria Soto, die zu Beginn der Reportage 25 Jahre alt ist und die als Fahrradkurierin arbeitet.
Als Ökonom kommt der britische Wirtschaftswissenschaftler Guy Standing (* 1948) zu Wort, der ein staatlich garantiertes Grundeinkommen propagiert und vor einem neofaschistischen Populismus warnt.
Der 1964 geborene, französische Geograph Christophe Guilluy beschreibt einen langanhaltenden Prozess politischer und wirtschaftlicher Zersetzung. Er beschreibt den Brexit als Langzeitfolge der verheerenden Sozialpolitik von Margaret Thatcher, die Wahlpräferenz der französischen Arbeiterinnen und Arbeiter für die extreme Rechte als Folge der Wirtschaftspolitik unter François Mitterrand, das Aufkommen der AfD als Folge der Arbeitsmarktreformen unter Gerhard Schröder oder den Wahlsieg Donald Trumps als späte Konsequenz der Finanzmarktpolitik von Bill Clinton; problematisch sei, dass man die unteren sozialen Schichten aus dem Blick verloren habe. Die neuen Protestgruppen hätten kein Klassen-Bewusstsein wie die traditionelle Arbeiterklasse, hätten aber begriffen, dass sie zusammen etwas verändern könnten. Er beschreibt ferner ein „peripheres Frankreich“, in dem kaum Arbeitsplätze geschaffen werden und der größte Abbau von Industrie erfolgte, weshalb man dort bei Verlust eines Arbeitsplatzes kaum einen neuen Job finden könnte; entsprechende Regionen gebe es auch in anderen europäischen Ländern, in Deutschland sei das etwa Ostdeutschland.
Die Wiener Sozialforscherin, Gewerkschaftlerin und Autorin Veronika Bohrn Mena (* 1986) äußert sich zu Unsicherheiten im Prekariat.
Auch die Dortmunder Soziologin Mona Motakef (* 1977) äußert sich zu den Auswirkungen von prekären Lebenssituationen; sie beschreibt auch, dass die prekäre Beschäftigung vielfach keine Brückenfunktion in eine sichere Beschäftigung ermöglicht, was zu Beginn politisch eine Hoffnung gewesen war, die sich mit der Liberalisierung des Arbeitsmarktes verband.
Inflation und Energiekrise, dazu Arbeitslosigkeit, Armut und teils Perspektivlosigkeit treffen ärmere Schichten. Die Dokumentation stellt die Frage nach dem sozialen Frieden in Europa angesichts wachsender sozialer Protestbewegungen und Ängste, die europaweit von rechtspopulistischen Parteien für eigene Zwecke genutzt werden.

## Veröffentlichung
Die Dokumentation wurde erstmals auf Arte am 10. Januar 2023 ausgestrahlt. Begleitend zur Dokumentation erschien im Arte Magazin ein von der Journalistin Anna Chiara Doil geführtes Interview mit dem Politologen und Armutsforscher Christoph Butterwegge unter dem Titel „Die Mitte gerät unter Druck“, worin er die Angst vor Armut als Gefahr für die Demokratie herausstellte. Butterwege macht sozio-ökonomische Polarisierungseffekte dafür verantwortlich, dass sich „verborgene Armut [...] in die Mitte der Gesellschaft“ dränge. Ursächlich sieht er hier die Agenda 2010 und die Hartz-Gesetze verantwortlich; mit der „Lockerung des Kündigungsschutzes, der Liberalisierung der Leiharbeit und der Einführung von Mini- und Midijobs hat die rot-grüne Koalition unter Gerhard Schröder einen breiten Niedriglohnsektor geschaffen, dem heute bis zu 25 Prozent aller in Deutschland Beschäftigten angehören“. Das Gehalt reiche dann zum Leben nicht aus. Er führt aus: „Wenn die Mitte unter Druck gerät, ist das eine Gefahr für die Demokratie: Die Menschen sind empfänglicher für Rechtsextremismus und Rechtspopulismus. Viele reagieren irrational, indem sie das bestehende politische System der Bundesrepublik ablehnen. Sie verlieren das Vertrauen in die etablierten Parteien und driften nach Rechtsaußen.“

## Rezeption
Susanne Rakowitz schreibt am 10. Januar 2023 in der Kleine Zeitung über die Dokumentation: „Viele Betroffene sind nicht nur politikverdrossen, sondern auch wütend. Flexible Arbeitsverträge, mangelnde soziale Absicherung und ein Lohn, der nicht mehr zum Überleben reicht. Hinzu kommen die Folgen der Pandemie und die aktuelle Teuerung, welche die schleichende Entwicklung massiv beschleunigen. Die Doku richtet den Blick auf die Auslöser dieses Prozesses, aber auch auf Gegenstrategien, um dem Zersetzungsprozess entgegenzuwirken. Auch wenn es oft nur lokale Initiativen sind, wie etwa ein Solidaritätsnetzwerk oder eine Kooperative gegen die Ausbeutung der Fahrradkurierfirmen, es sind Formen von Selbstermächtigung gegen die politische Untätigkeit. Eine Doku, die durch die Augen der Betroffenen auf das große Ganze blickt und mit aller Dringlichkeit die Notwendigkeit eines Umdenkens einfordert“.